# George Washington Bridge
Die George Washington Bridge (umgangssprachlich auch GWB, GW Bridge oder kurz GW genannt) ist eine Hängebrücke über den Hudson River in New York City, die Manhattan mit New Jersey verbindet. Die Straßenbrücke mit insgesamt vierzehn Fahrstreifen gilt als die meistbefahrene Brücke der Welt. Sie ist nach George Washington, dem ersten Präsidenten der Vereinigten Staaten, benannt. Bei ihrer Eröffnung im Jahre 1931 hatte die von Othmar Ammann geplante und gebaute Brücke die größte Spannweite der Welt.

## Lage
Die George Washington Bridge überquert den zwischen steilen, rund 30 m hohen Ufern fließenden Hudson River zwischen Washington Heights im Norden von Manhattan und Fort Lee, Bergen County, New Jersey, auf der Festlandsseite. In unmittelbarer Nachbarschaft lagen früher das Fort Washington am höchsten Punkt von Washington Heights und Fort Lee auf der anderen Seite.
Sie ist die einzige Brücke zwischen der Insel Manhattan und dem Festland westlich des Hudson. Lediglich der Holland-Tunnel und der Lincoln-Tunnel bieten weitere direkte Straßenverbindungen nach New Jersey. Flussabwärts gibt es nur noch die Verrazzano-Narrows Bridge zwischen Brooklyn und Staten Island, flussaufwärts ist die rund 25 km weiter nördlich stehende Tappan Zee Bridge die nächste Brücke über den Hudson River.

## Verkehr
Die Brücke wird von der Port Authority of New York and New Jersey betrieben.

### Straßen

Blick über Washington Heights und Hudson River entlang der Brückenachse auf New Jersey. Unten zentral sichtbar die Busstation, oben als dunkler horizontaler Streifen die Palisades.

Die George Washington Bridge ist Teil der Interstate 95 von Florida nach Maine. Die I-95 führt als New Jersey Turnpike in einem großen Bogen von Westen zur Brücke, durchquert auf der anderen Seite als zwölfstreifige Trans-Manhattan Expressway in Troglage Manhattan und überquert auf der Alexander Hamilton Bridge den Harlem River zur Bronx, wo sie zur Cross Bronx Expressway wird. Der U.S. Highway 1 und die U.S. Route 9 gehen ebenfalls über die Brücke, die über verschiedene Zufahrten auch den örtlichen Verkehr aufnimmt.
Der Verkehr fließt über acht Fahrstreifen auf der oberen und sechs Fahrstreifen auf der unteren Ebene, wobei Lkw nur die obere Ebene benutzen dürfen. Es besteht eine Geschwindigkeitsbeschränkung von 45 mph (72 km/h), häufig ist die tatsächliche Geschwindigkeit wegen des dichten Verkehrs jedoch niedriger. Im Jahr 2012 überquerten 49.110.921 Fahrzeuge die Brücke in Richtung New York, so dass die Brücke insgesamt von rund 100 Millionen Fahrzeugen pro Jahr benutzt wird.
Die Brücke ist in Richtung New York mautpflichtig, die Fahrt aus New York nach New Jersey ist frei. Gemäß der 2012–2015 toll rate schedule betrug die Gebühr für das Überfahren der Brücke für Motorräder 12 $ bei Barzahlung, 9,25 $ mit EZ-Pass zu Pendlerzeiten (Peak) bzw. 7,25 $ zu Nebenzeiten (Off-Peak) und für Pkw 13 $ Bar und 10,25 $ EZ-Pass (Peak) sowie 8,25 $ EZ-Pass off-peak. Außerdem gibt es Rabatte für Pkw, die mit mindestens drei Personen besetzt sind oder gute Emissionswerte haben. Für LKW gelten nach Tages- bzw. Nachtzeit und Zahl der Achsen unterschiedliche Tarife zwischen 19 $ (2-Achser, nachts, mit EZ-Pass) und 90 $ (6-achsiger Sattelschlepper, Barzahlung).

### Fußgänger und Radfahrer
Fußgänger und Radfahrer können die Brücke kostenfrei überqueren. Sie teilen sich den Weg auf der Nordseite, der von 6 bis 24 Uhr geöffnet ist. Dieser zuvor langjährig geschlossene Weg auf der Nordseite wurde im Februar 2023 geöffnet. Im Rahmen von Instandsetzungsarbeiten an der Brücke war er im Bereich der Pylonen und anderer Engstellen verbreitert worden und hatte neue, barrierearm angelegte Zuwegungen gemäß Americans with Disabilities Act erhalten. Nach der Eröffnung dieses Weges wurde der Weg auf der Südseite für Arbeiten geschlossen, die bis 2027 andauern sollen. Anschließend will die Port Authority dort den Fußgängerverkehr und auf der Nordseite den Radverkehr führen.

### Öffentlicher Personenverkehr
Die George Washington Bridge Bus Station der Port Authority befindet sich in Manhattan an der Brückenrampe oberhalb der Interstate 95 und ist mit den oberen Fahrspuren der Brücke verbunden. Die Busstation dient vorrangig Berufspendlern aus der Region, wird aber auch im Fernbusverkehr angefahren. Buslinien der New Jersey Transit und von privaten Unternehmen wie Coach USA binden New Jersey und westlich des Hudson River gelegene Gebiete des Bundesstaates New York an das städtische Nahverkehrsnetz an. Buslinien der MTA Regional Bus Operations halten auf der unteren Ebene oder, wie auch private Sammeltaxen (Jitneys), außerhalb der Busstation auf umliegenden Straßen. Es bestehen Umsteigemöglichkeiten zur Linie 1 im U-Bahnhof 181st Street und, durch einen Fußgängertunnel, zur Linie A im U-Bahnhof 175th Street.
Die in den 1960er Jahren von Pier Luigi Nervi entworfene und von der Port Authority in den 2010er Jahren renovierte Busstation hat zwar für den Verkehr zwischen New Jersey und New York eine ähnliche Funktion, ist aber nicht zu verwechseln mit dem größeren Port Authority Bus Terminal in Midtown Manhattan, das von Bussen durch den Lincoln Tunnel angefahren wird.

## Beschreibung

Ansicht vom New-Jersey-seitigen Ufer des Hudson River

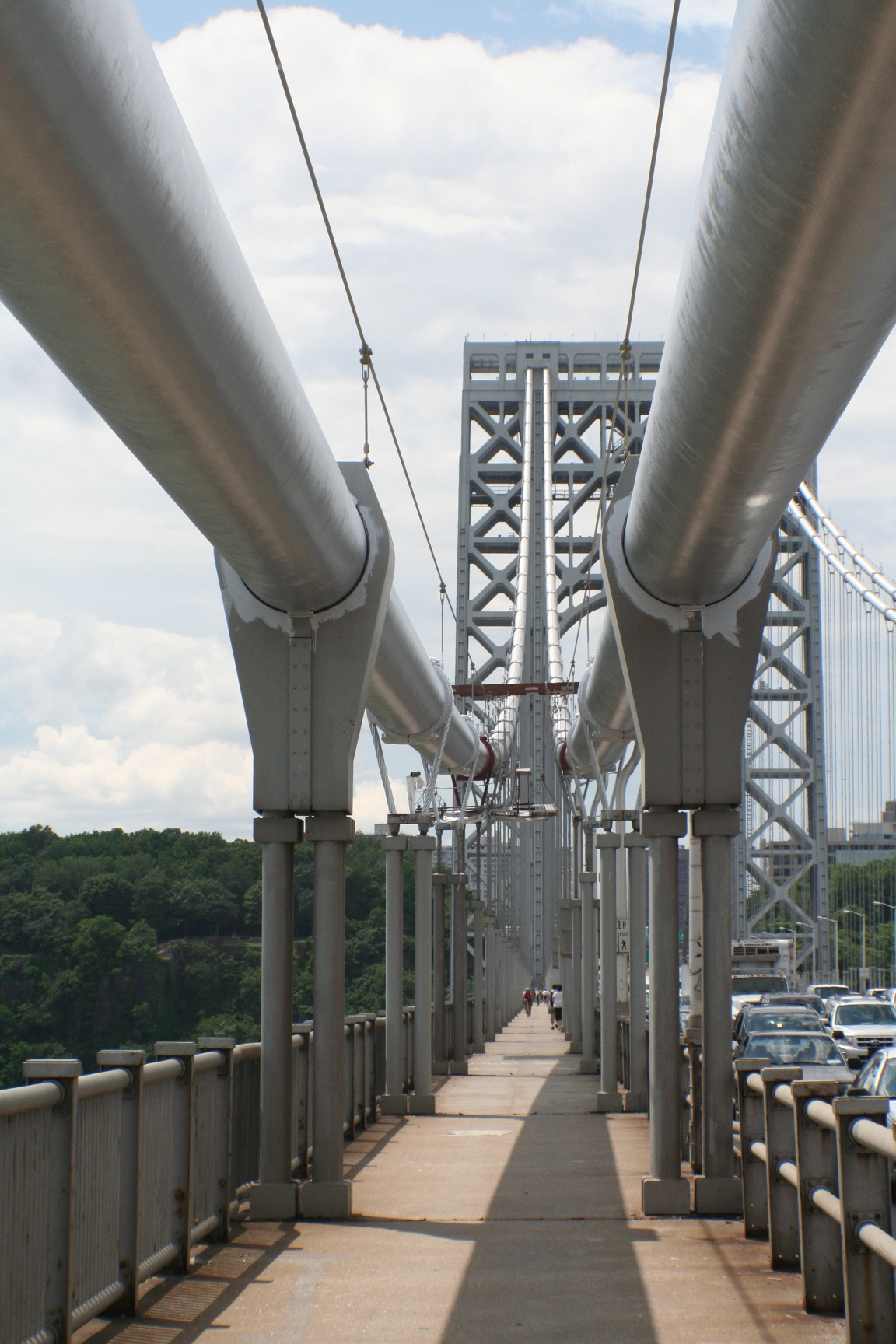
Tragseile der GW Bridge

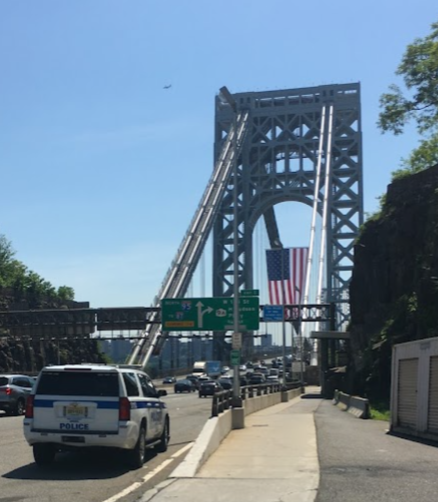
Gehisste Großflagge am Memorial Day 2022

Die George Washington Bridge wurde nach den Plänen und unter der Leitung von Othmar Ammann gebaut, am 24. Oktober 1931 feierlich eröffnet und am 25. Oktober dem Verkehr übergeben.
Ihre Gesamtlänge beträgt 1451 m (4760 ft), gemessen von einer Verankerung der Tragseile zur anderen. Da die Brücke die Gebiete oberhalb der hohen Steilufer des Hudson River verbindet, waren keine langen Zufahrtsrampen erforderlich und die Fahrbahn auf der Brücke konnte relativ flach gehalten werden. Die kurzen Brückenfelder zwischen den Ufern und den Pylonen (192 m für die New Yorker Seite und 186 m für die New Jersey Seite) erklären, dass die Tragseile außerhalb der Pylone ungewöhnlich steil zu ihren Verankerungen abfallen. Die Brücke hat eine lichte Höhe über dem mittleren Hochwasser des Hudson River von 64,6 m (212 ft).
Die Spannweite beträgt 1067 m (3500 ft), was zur Zeit ihrer Eröffnung einen neuen Weltrekord darstellte und die bis dahin größte Spannweite der Ambassador-Brücke (564 m) weit übertraf. 1937 wurde sie von der Golden Gate Bridge mit 1280 m Spannweite abgelöst.
Ihre beiden Pylone bestehen aus einer schlicht aussehenden Stahl-Fachwerkkonstruktion. Sie sind 184 m (604 ft) hoch, 64 m breit und 17 m dick und mit diesen Maßen immer noch einzigartig. Ihre Pfeiler sind im oberen Drittel über der Fahrbahn durch Fachwerk und Rundbögen zu Portalen verbunden, deren Öffnung der Breite des Fahrbahnträgers entspricht. Unter dem Fahrbahnträger sind die Pfeiler ebenfalls durch Rundbögen verbunden und versteift. Der Pylon auf der New Yorker Seite steht unmittelbar am Ufer, der Pylon auf der anderen Seite knapp vor dem Ufer im Wasser. Die Pylone sollten ursprünglich mit Granit- oder Spannbetonplatten verkleidet werden, aber man verzichtete darauf wegen stark gestiegener Baukosten infolge der Weltwirtschaftskrise. Die Stahlträgerkonstruktion wurde in der Fachwelt dennoch als elegant und faszinierend beschrieben und die Brücke wurde so zu einem Vorläufer der Moderne.
Der Fahrbahnträger ist 36 m (119 ft) breit. Die in der Mitte der oberen Ebene angelegte achtstreifige Fahrbahn ist 27,4 m breit. Die Differenz von rund 4,3 m auf beiden Seiten entfällt auf den für die Tragseile benötigten Platz.
Die Brücke hat vier Tragseile, je zwei auf jeder Seite der Fahrbahn. Die Tragseile sind im Luftspinnverfahren auf der Brücke hergestellte Paralleldrahtseile. Jedes der Seile besteht aus 26.474 einzelnen Drähten. 434 Drähte wurden jeweils zu 61 Strängen zusammengefasst, die in einem Sechseckprofil angeordnet und von hydraulischen Pressen zu runden, fast 91 cm starken Tragseilen geformt und anschließend korrosionssicher ummantelt wurden. Die Tragseile liegen auf den Pylonen in 162 Tonnen (180 tn. sh.) schweren Seilsätteln, die ursprünglich offen auf den Pylonspitzen angeordnet waren, nach zwei Jahren aber überdacht wurden. Die Tragseile sind auf der New-Jersey-Seite unmittelbar im Fels verankert, auf der New Yorker Seite dagegen in großen Ankerblöcken aus Beton.
Die George Washington Bridge wurde 1981 von der American Society of Civil Engineers als National Historic Civil Engineering Landmark ausgezeichnet.
An den Feiertagen Martin Luther King Day, Memorial Day, Independence Day, Labor Day, Washington’s Birthday, Columbus Day, Flag Day und Veterans Day wird am Pfeiler auf der New-Jersey-Seite die größte frei wehende Amerikaflagge der Welt (30 m × 20 m, 215 kg) gehisst.
Nördlich der Brücke auf der Seite New Jerseys befinden sich die Palisades, eine bewaldete Steilküste. Auf 15 Meilen ist die Bebauung des vom Hudson aus sichtbaren Streifens verboten. Verfügt hatte dies der Besitzer John D. Rockefeller II., der so die Aussicht vom Museum „The Cloisters“ in New York schützen wollte. Rockefeller hatte 1925 das Museum für das Metropolitan Museum of Art in New York gekauft.

## Geschichte

### Planung

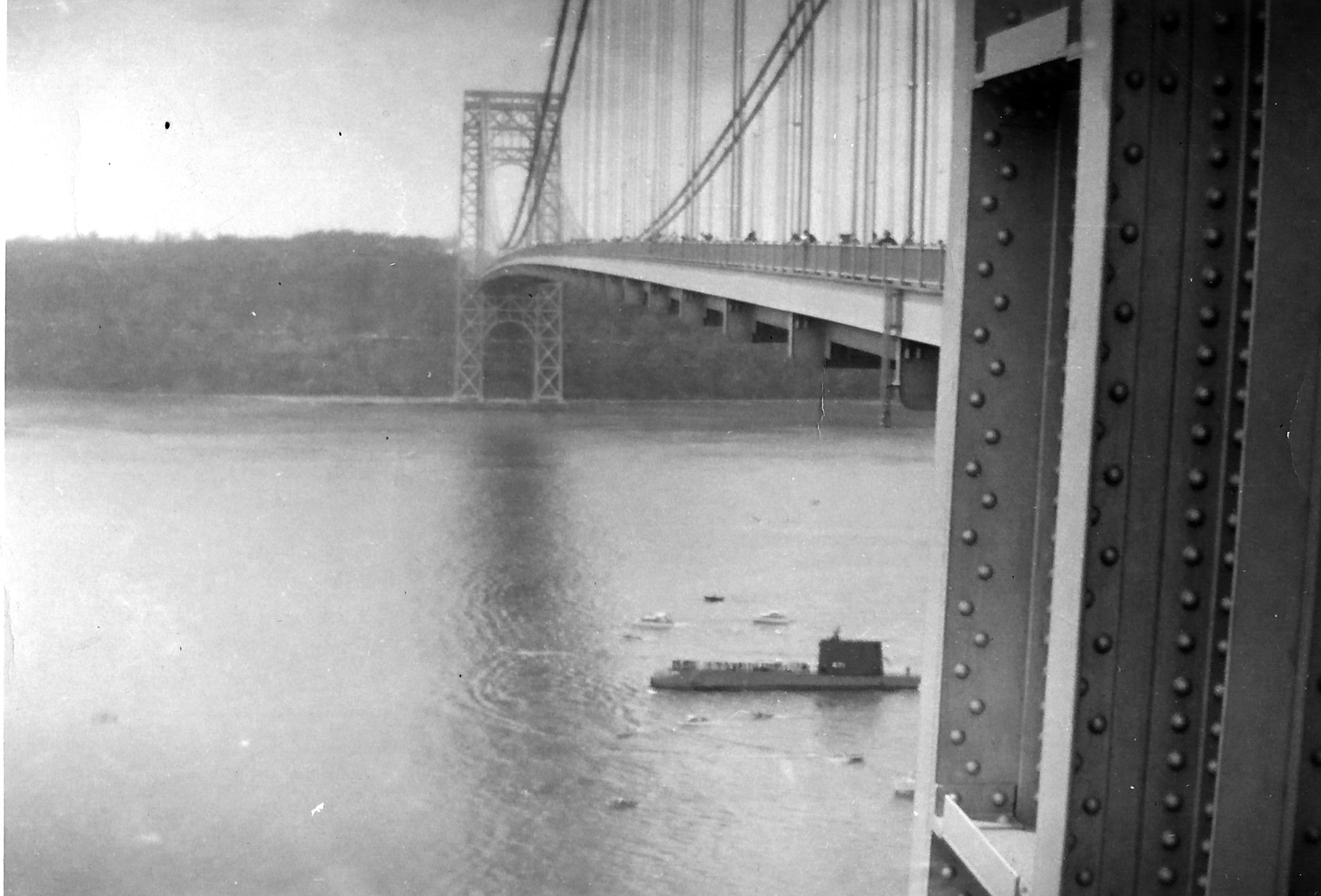
GW Bridge 1956 noch mit dem flachen Deck und mit der Nautilus

Seit dem Ende des 19. Jahrhunderts gab es verschiedene Vorschläge zur Überbrückung des Hudson River, darunter auch verschiedene Entwürfe von Gustav Lindenthal, der Midtown Manhattan und New Jersey mit einer Straßen- und Eisenbahnbrücke verbinden wollte, die deutlich größer gewesen wäre als die heutige Brücke, aber aus Geldmangel nicht ausgeführt wurde. Othmar Amman hatte als Angestellter Lindenthals an dem Entwurf mitgearbeitet, aber bald eigene Ideen entwickelt.
Nach seiner Trennung von Lindenthal schlug Ammann eine reine Straßenbrücke weiter nördlich bei Fort Lee vor, wo die Kosten für den erforderlichen Grunderwerb deutlich niedriger und der Hudson schmaler war. Um die Kosten weiter zu senken, sollte sie zunächst nur eine Ebene für sechs Fahrstreifen und zwei breite Gehwege haben, aber so konstruiert sein, dass später zwei Fahrstreifen ergänzt und eine zweite Ebene für Kraftfahrzeuge und Eisenbahnzüge im Vorortverkehr angefügt werden könnte. Damit konnte er eine Brücke vorschlagen, die deutlich weniger kosten und politisch leichter umsetzbar sein würde als die von Lindenthal und anderen Konkurrenten angebotenen Brücken.
Ammanns Ideen wurden akzeptiert; die neu gegründete Port of New York Authority entschied 1925, die Brücke zu bauen und Othmar Amman als Chefingenieur für die Planung und den Bau der Brücke einzustellen. Cass Gilbert wurde mit der architektonischen Beratung beauftragt. Auf ihn geht die Planung der Verkleidung der Pylone mit Granitplatten zurück.
Ammanns endgültiger Entwurf war in vieler Hinsicht revolutionär: Die Spannweite der Brücke war fast doppelt so groß wie die der längsten, bis dahin ausgeführten Brücke und der Fahrbahnträger hatte keine großen Fachwerkträger zur Versteifung. Nach der Deflektionstheorie, die von Leon S. Moisseiff bei der Manhattan Bridge erstmals auf große Hängebrücken angewandt worden war, würde das Gewicht der Tragseile und des Brückendecks einen großen Teil des seitlichen Winddrucks neutralisieren; ein geringer Windwiderstand des flachen Fahrbahnträgers sei dabei wichtig. Ammann, der sich intensiv mit dieser Theorie befasst hatte und auch von Moisseiff beraten wurde, war überzeugt, dass die vier Tragseile, die große Breite des Brückendecks und ihr durch die Spannweite bedingtes außergewöhnlich hohes Gewicht genügten, um auch schweren Stürmen zu widerstehen. Dazu kam die Steifheit der breiten und dicken Pylone und die kurzen äußeren Brückenfelder mit den dort steil abfallenden Tragseilen.

### Bau

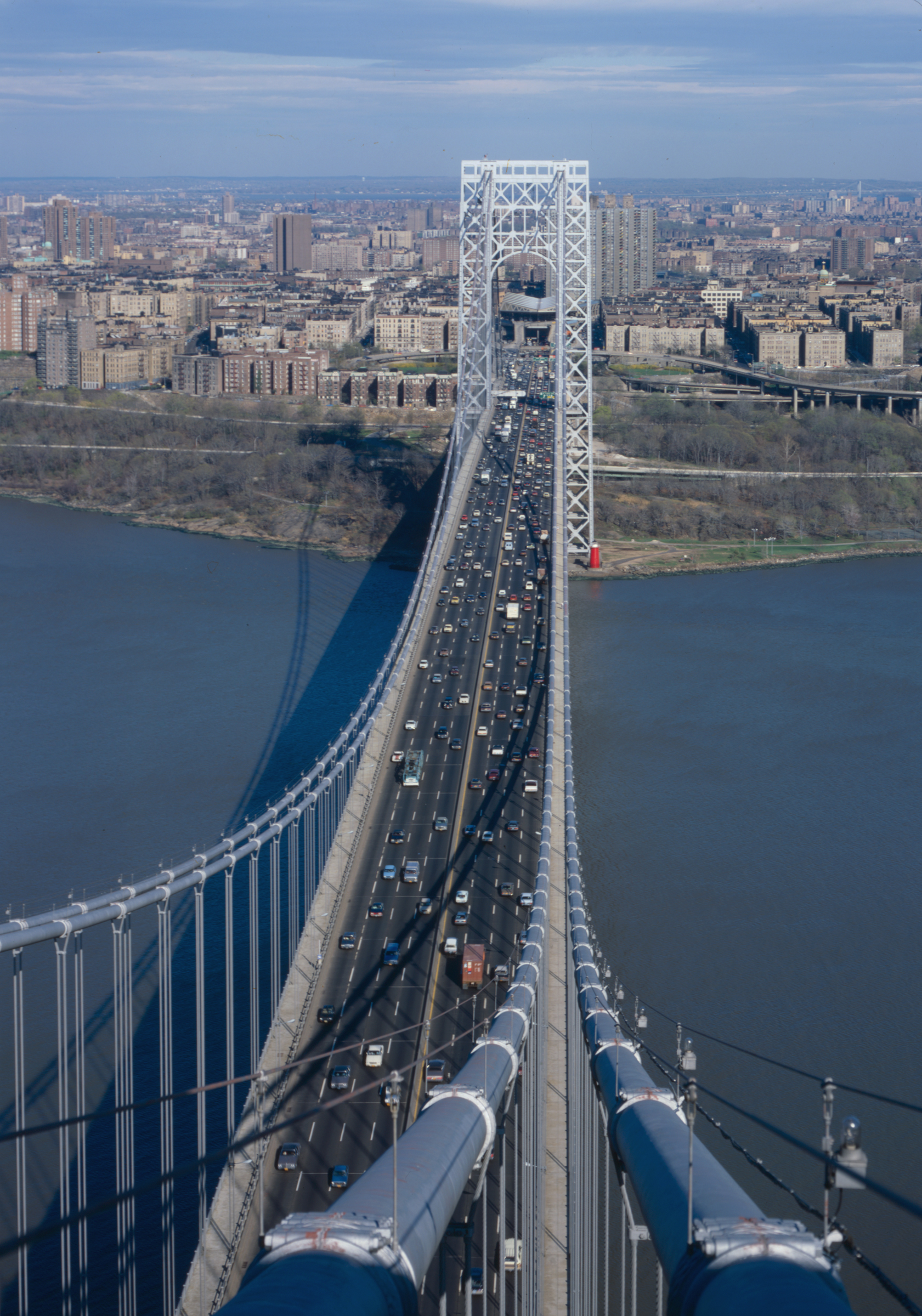
Blick vom New-Jersey-seitigen Pylon auf Manhattan

Der Erste Spatenstich für den Bau der Hudson River Bridge, wie sie ursprünglich hieß, erfolgte am 21. September 1927. Nach dem Bau der Pylone und der Anker wurden die von John A. Roebling and Sons gelieferten Drähte von 300 Arbeitern in 209 Arbeitstagen zu vier Tragseilen versponnen, an denen die Hängseile befestigt wurden. Mit dem Einhängen der Teilstücke des Brückendecks wurde an den Pylonen begonnen, so dass das letzte Stück über der Flussmitte die Fahrbahn abschloss. 1930 entschied die Hafenbehörde, die Brücke George Washington Memorial Bridge zu nennen; später wurde dies zu dem heutigen Namen vereinfacht.
Die Brücke wurde am 24. Oktober 1931 von den Gouverneuren Franklin D. Roosevelt, New York, und Morgan F. Larson, New Jersey, feierlich eröffnet – acht Monate vor dem vereinbarten Termin und deutlich unter dem budgetierten Limit.
Othmar Ammann war auch nach dem Einsturz der etwas kürzeren, aber mit nur zwei Fahrstreifen wesentlich schmaleren und leichteren Tacoma-Narrows-Brücke im November 1940 der festen Überzeugung, dass seine Brücke stabil genug sei, um auch den bis dahin nicht richtig verstandenen dynamischen Windkräften standzuhalten. Die Praxis bestätigte seine Auffassung, die Brücke zeigte kaum Schwingungen.

### Erweiterungen
Verschiedene bei der Planung der Brücke vorgesehene Ausbaumöglichkeit mit Straßenbahn- oder U-Bahn-Gleisen auf einer zweiten, unteren Ebene wurden nicht genutzt.:165–167 Zeitlich parallel zum Bau der Brücke wurde die Stammstrecke der Independent Subway, die IND Eighth Avenue Line, geplant und errichtet. Unterirdische Abstellgleise, der sogenannte 174th Street Yard nördlich des U-Bahnhofs 168th Street, enden an der Trogwand der Trans-Manhattan Expressway und hätten als Streckengleise auf die Brücke geführt werden können.
1946 wurde, wie von Anfang an vorgesehen, die Fahrbahn von sechs auf acht Streifen erweitert. Von 1959 bis 1962 wurde auf Veranlassung von Robert Moses die ebenfalls von Anfang an vorgesehene zweite Ebene unterhalb der ursprünglichen hinzugefügt, während auf den oberen acht Fahrstreifen der Verkehr unverändert weiterlief. Damit erhielt die Brücke zwangsläufig einen Fahrbahnträger, der aus einer hohen Fachwerkkonstruktion bestand, sodass seine Steifheit seitdem nicht mehr angezweifelt wurde.
Zwischen 1977 und 1978 wurde die alte Betonfahrbahn der oberen Ebene durch eine orthotrope Platte ersetzt. In nächtlicher Arbeit wurden die vorgefertigten, 3,35 m × 18,30 m (11 ft × 60 ft) großen Elemente, die bereits mit dem Fahrbahnbelag versehen waren, eingebaut. Auf diese Weise konnte der Berufsverkehr am nächsten Morgen wieder ungehindert fließen. Dies war gleichzeitig eine der ersten Verwendungen einer orthotropen Platte zur Verstärkung einer größeren Hängebrücke.

### Teilsperrung der Zufahrt in Fort Lee 2013

Mautstelle, unten rechts im Bild die Zufahrt aus Fort Lee

Zwei der drei Fahrspuren, die örtlichen Straßenverkehr aus Fort Lee zur Mautstelle auf dem oberen Brückendeck leiten, wurden im September 2013 von der Polizei der Port Authority gesperrt. Durch diese als Verkehrsstudie deklarierte, nicht vorher angekündigte Sperrung entstanden in der ersten Arbeitswoche nach den Sommerferien zu den Hauptverkehrszeiten Staus, die sich nachteilig auf den Verkehr in Fort Lee auswirkten.
Die Sperrung geschah auf Veranlassung leitender Mitarbeiter der Port Authority und im Stab Chris Christies, des Gouverneurs von New Jersey. Im Jahr 2016 wurden drei in diesem Zusammenhang Beschuldigte in mehreren Anklagepunkten, darunter Verschwörung zu einer Straftat, von einem Bundesgericht verurteilt. Teile des Urteils wurden 2020 aufgrund nicht nachweisbarer persönlicher Bereicherungsabsichten vom Obersten Gerichtshof aufgehoben.